# Jennie (ca sĩ)
Đây là một tên người Triều Tiên, họ là Kim.
Kim Jennie (tiếng Hàn: 김제니; sinh ngày 16 tháng 1 năm 1996), thường được biết đến với nghệ danh Jennie, là một nữ ca sĩ, rapper và diễn viên người Hàn Quốc. Sinh ra và lớn lên ở Hàn Quốc, Jennie đã du học tại New Zealand trong 5 năm trước khi trở về quê nhà vào năm 2010. Cô là thành viên của nhóm nhạc nữ Hàn Quốc Blackpink, ra mắt dưới trướng YG Entertainment vào tháng 8 năm 2016. Cô bắt đầu sự nghiệp diễn xuất của mình với nghệ danh Jennie Ruby Jane trong loạt phim truyền hình The Idol của HBO vào năm 2023.
Vào tháng 11 năm 2018, Jennie phát hành đĩa đơn đầu tay "Solo", bài hát đã đứng đầu Circle Digital Chart của Hàn Quốc và Billboard World Digital Songs của Mỹ; MV của ca khúc này cũng trở thành video đầu tiên của một nữ nghệ sĩ solo K-pop vượt mốc một tỷ lượt xem trên YouTube. Đĩa đơn "You & Me" (2023) của cô đạt vị trí quán quân trên Billboard Global Excl. U.S. và lọt vào top 5 tại Hàn Quốc, trong khi "One of the Girls" (2023) trở thành bài hát có thứ hạng cao nhất của một nữ nghệ sĩ solo K-pop trên Billboard Hot 100 của Mỹ và được chứng nhận bạch kim bởi Hiệp hội Công nghiệp Ghi âm Hoa Kỳ (RIAA). Sau khi thành lập hãng đĩa riêng mang tên Odd Atelier vào năm 2023 và ký hợp đồng với Columbia Records vào năm 2024, nữ ca sĩ đã sở hữu đĩa đơn quán quân thứ hai trên Circle Digital Chart với "Spot!" và ca khúc đạt thứ hạng cao nhất của một nữ nghệ sĩ solo Hàn Quốc trên UK Singles Chart với "Mantra".
Jennie đã nhận được nhiều giải thưởng trong suốt sự nghiệp của mình, bao gồm một giải thưởng Âm nhạc Gaon Chart và một giải Đĩa Vàng, cũng như là cá nhân người Hàn Quốc được theo dõi nhiều nhất trên Instagram. Jennie nổi tiếng với sự đa năng trong âm nhạc và phong cách thời trang ấn tượng, cô còn được mệnh danh là "Chanel sống" (Human Chanel) và hiện giữ vai trò đại sứ toàn cầu của nhà mốt này.

## Cuộc đời và sự nghiệp

### 1996–2011: Thiếu thời và giáo dục
Jennie Kim sinh ngày 16 tháng 1 năm 1996 và là con một trong gia đình. Ban đầu có thông tin cho rằng cô sinh ra ở Cheongdam-dong, Gangnam-gu, Seoul, nhưng sau đó cô tiết lộ trong tập ba của chương trình Apartment 404 rằng thực ra mình sinh ra ở Bundang-gu, Seongnam. Jennie ban đầu theo học tại Trường Tiểu học Cheongdam ở Seoul trước khi chuyển đến New Zealand. Khi 8 tuổi, nữ ca sĩ có một chuyến đi cùng gia đình đến Úc và New Zealand. Khi mẹ cô hỏi liệu cô có thích New Zealand và muốn ở lại đó không, Jennie đã trả lời "có". Một năm sau, cô được gửi tới học tại Trường Trung học cơ sở Waikowhai ở Auckland và sống cùng một gia đình người bản xứ. Jennie đã chia sẻ về trải nghiệm học một ngôn ngữ mới của mình trong bộ phim tài liệu của đài MBC mang tên English, Must Change to Survive (2006). Trong những năm thiếu niên, cô từng mơ ước trở thành một vũ công ballet. Sau khi hoàn thành bậc trung học cơ sở, cô ghi danh vào ACG Parnell College.
Jennie lần đầu nghe về K-pop khi đang ở New Zealand và đặc biệt bị thu hút bởi âm nhạc của YG Entertainment. Mẹ cô dự định chuyển cô đến Florida, Mỹ khi cô 14 tuổi để tiếp tục việc học với mong muốn con gái trở thành luật sư hoặc giáo viên; song cô không thích ý tưởng này và lo ngại về việc không thể tìm được công việc mà bản thân yêu thích khi sống một mình. Gia đình đã ủng hộ quyết định của Jennie và cô trở về Hàn Quốc vào năm 2010, tại đây cô theo học tại trường Trung học Cheongdam. Jennie đã tham gia buổi thử giọng của YG Entertainment vào cùng năm với ca khúc "Take a Bow" của Rihanna và thành công trở thành thực tập sinh của công ty. Trong một buổi phỏng vấn với High Cut Korea, nữ ca sĩ tiết lộ rằng vì sợ người lạ và ngại chủ động nên cô hầu như không thể tự giới thiệu bản thân trong buổi thử giọng. Ban đầu được định hướng trở thành một giọng ca chính, nhưng công ty cho rằng cô nên đảm nhận vai trò rapper, vì hầu hết các bài hát cô cover đều có phần rap và cô là thực tập sinh duy nhất thông thạo tiếng Anh vào thời điểm đó, bên cạnh tiếng Hàn là ngôn ngữ mẹ đẻ. Ngoài ra, Jennie còn biết một chút tiếng Nhật và đang học tiếng Pháp.

### 2012–2017: Khởi đầu sự nghiệp và ra mắt cùng Blackpink

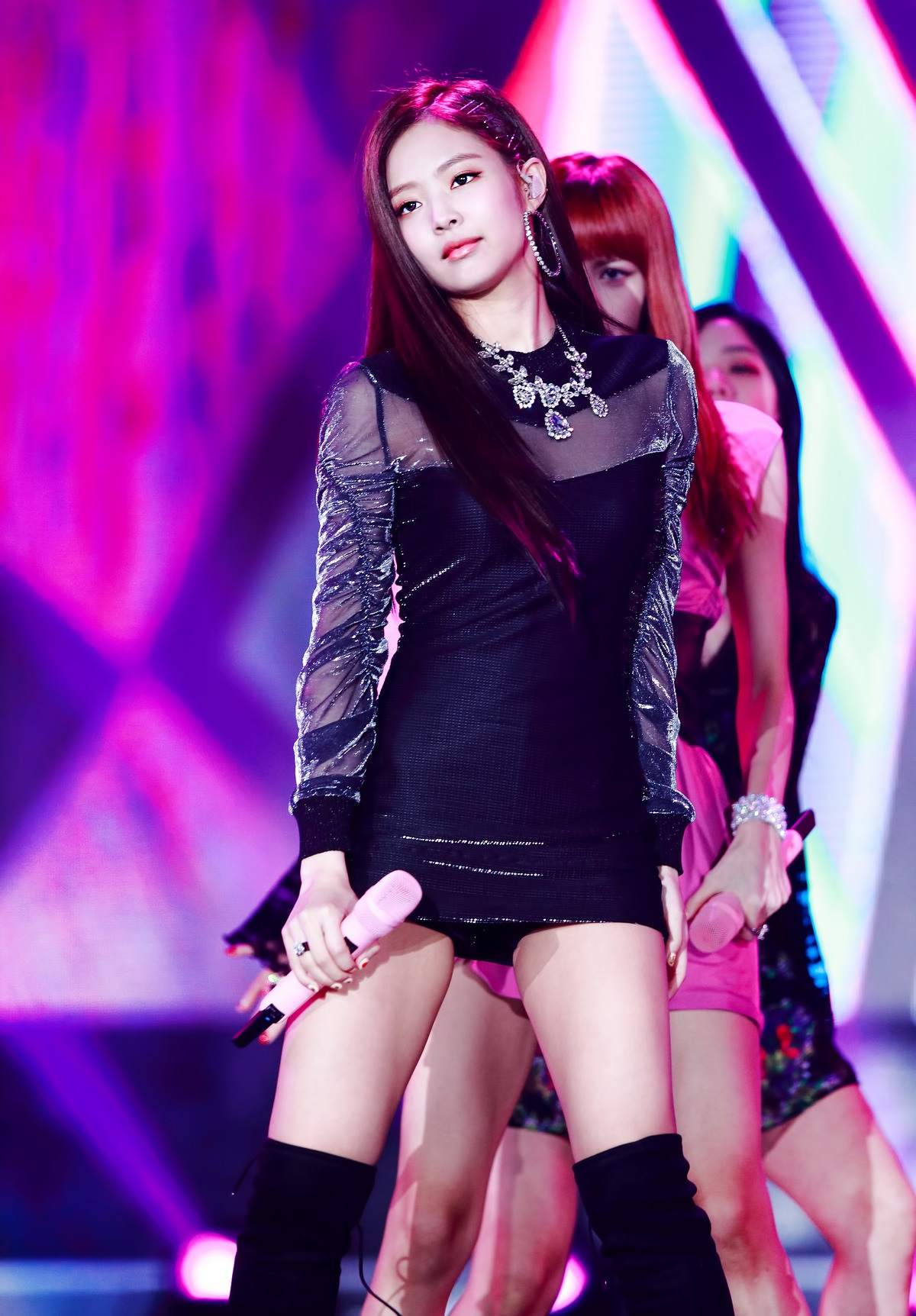
Jennie biểu diễn tại Lễ hội Âm nhạc Hàn Quốc cùng Blackpink vào tháng 10 năm 2017

Vào ngày 10 tháng 4 năm 2012, YG Entertainment đã giới thiệu Jennie thông qua một bức ảnh có tiêu đề "Who's that girl?" (Cô gái đó là ai?) trên blog chính thức của công ty. Bức ảnh này nhanh chóng thu hút sự chú ý của cư dân mạng và trở thành chủ đề tìm kiếm nhiều nhất trên các cổng thông tin điện tử với cái tên "Mystery Girl" (Cô gái bí ẩn). Tiếp đó, vào ngày 30 tháng 8, YG Entertainment đăng tải một video trên YouTube thông qua blog của họ với tiêu đề "YG Trainee – Jennie Kim", trong đó cô cover ca khúc "Strange Clouds" của B.o.B. hợp tác với Lil Wayne. Vào ngày 1 tháng 9, Jennie xuất hiện trước công chúng lần đầu tiên với vai trò nữ chính trong MV cho bài hát "That XX" của G-Dragon từ đĩa mở rộng One of a Kind của anh.
Vào tháng 1 năm 2013, một video khác có tiêu đề "Jennie Kim – YG New Artist" đã được đăng tải, trong đó cô cover bài hát "Lotus Flower Bomb" của rapper Wale. Tháng 3, Jennie góp giọng trong ca khúc B-side "Special" của Lee Hi từ album đầu tay First Love của cô. Tháng 8, Jennie góp giọng trong ca khúc B-side "GG Be" của Seungri từ đĩa mở rộng Let's Talk About Love của anh. Tháng 9, cô góp giọng trong bài hát B-side "Black" của G-Dragon, thu âm xong đoạn hook chỉ trong vòng chưa đầy năm ngày trước khi album Coup d'Etat của anh được trình làng. Vào ngày 8 tháng 9, cô lần đầu tiên xuất hiện trên sân khấu cùng G-Dragon trong chương trình Inkigayo của đài SBS.
Vào ngày 1 tháng 6 năm 2016, Jennie là thành viên đầu tiên được YG Entertainment giới thiệu cho nhóm nhạc nữ mới của công ty, đánh dấu nhóm nhạc nữ đầu tiên của YG sau bảy năm kể từ 2NE1. Vào ngày 8 tháng 8 năm 2016, cô chính thức ra mắt với tư cách là thành viên của Blackpink bên cạnh Kim Jisoo, Roseanne Park và Lalisa Manobal, với việc phát hành album đĩa đơn Square One cùng hai ca khúc double A-side "Boombayah" và "Whistle". Theo thành viên cùng nhóm Jisoo, Jennie đảm nhận vai trò quan trọng trong việc đưa ra quyết định và định hướng chung cho nhóm. Jennie cũng đã chia sẻ về hành trình 6 năm làm thực tập sinh của mình qua V Live, rằng mỗi tháng những thực tập sinh phải biểu diễn một tiết mục nhóm, một bài nhảy và một ca khúc solo trước CEO, các nhà sản xuất và nghệ sĩ của công ty để được đánh giá tiến độ tập luyện. Cô còn hồi tưởng lại những kỷ niệm về việc chuẩn bị trang phục, bài hát, làm nhạc đệm và luyện tập vũ đạo.

### 2018–2021: Sự nổi tiếng tăng vọt và ra mắt solo
Jennie đã xuất hiện cùng với thành viên Jisoo của Blackpink trong chương trình truyền hình thực tế Running Man vào tháng 7 năm 2018. Một video ghi lại cảnh Jennie bật khóc sau khi trải qua thử thách trong căn phòng kinh dị cùng Lee Kwang-soo đã nhanh chóng lan truyền mạnh mẽ tại Hàn Quốc, thu hút hơn một triệu lượt xem chỉ trên một trang web và tổng cộng hơn ba triệu lượt xem trên nhiều nền tảng, VOD và mạng xã hội khác nhau. Nhờ lần xuất hiện nổi bật này, Jennie được công nhận là một trong những ngôi sao tạp kỹ xuất sắc nhất năm 2018. Nữ ca sĩ đã được mời tham gia chương trình này một lần nữa sau khi gây được sự chú ý trong lần xuất hiện trước. Jennie được cho là đã đứng đầu trong số những lựa chọn casting và nhận được nhiều lời mời từ các chương trình tạp kỹ khác nhau. Vào ngày 1 tháng 10, Jennie được xác nhận sẽ tham gia chương trình tạp kỹ mới của SBS mang tên Village Survival, the Eight, đánh dấu lần đầu tiên cô tham gia một chương trình truyền hình với vai trò thành viên chính thức.

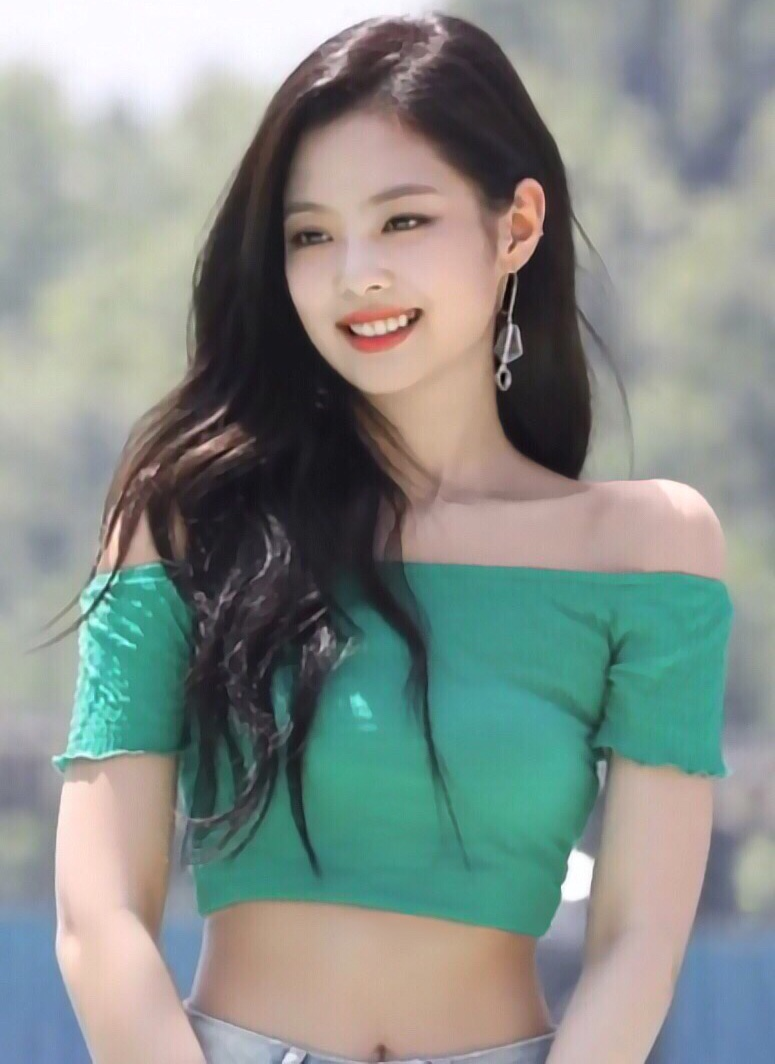
Jennie tại Sprite Waterbomb Festival năm 2018

Vào giữa tháng 10 năm 2018, YG chính thức thông báo về màn ra mắt solo của Jennie. Sau một loạt các đoạn teaser quảng bá, thông tin về việc cô sẽ phát hành một album đĩa đơn mang tên Solo với ca khúc chủ đề cùng tên đã được tiết lộ. Trong quá trình chuẩn bị cho màn ra mắt, YG Entertainment quyết định rằng đĩa đơn "Solo" sẽ được trình diễn lần đầu tiên trong chuyến lưu diễn In Your Area của Blackpink tại Seoul vào ngày 10 tháng 11, trước khi chính thức phát hành hai ngày sau đó. Ca khúc "Solo" được mô tả là một bản hip hop kết hợp với các yếu tố pop, nhằm thể hiện hai khía cạnh của Jennie: vừa là một "cô gái dịu dàng", vừa là một "người phụ nữ độc lập". Để quảng bá cho "Solo", YG Entertainment đã phát sóng loạt video Jennie – 'Solo' Diary trên YouTube, hé lộ những khoảnh khắc hậu trường trong quá trình chuẩn bị và quảng bá cho đĩa đơn.
Ngay khi phát hành, "Solo" ra mắt ở vị trí số một trên Gaon Music Chart và đạt được "triple crown" khi đồng thời đứng đầu cả ba bảng xếp hạng kỹ thuật số, tải xuống và streaming trong nước. Đĩa đơn này vẫn duy trì vị trí quán quân trên các bảng xếp hạng kỹ thuật số và di động trong hai tuần liên tiếp, cũng như trên bảng xếp hạng streaming trong ba tuần liên tiếp. "Solo" đã được KMCA chứng nhận bạch kim cho lượt streaming và nhanh chóng giành giải Bài hát của tháng 11 tại giải thưởng Âm nhạc Gaon Chart lần thứ tám, cũng như giải Digital Bonsang tại giải Đĩa Vàng lần thứ 34. Ở thị trường quốc tế, "Solo" đã vươn lên đứng đầu bảng xếp hạng World Digital Songs của Billboard. Tại thời điểm phát hành, MV cho "Solo" đã trở thành video được xem nhiều nhất trong vòng 24 giờ của một nữ nghệ sĩ solo Hàn Quốc trên YouTube. Jennie còn trở thành nữ nghệ sĩ solo Hàn Quốc đầu tiên và duy nhất vượt mốc 300 triệu lượt xem trên nền tảng này trong vòng sáu tháng kể từ khi ra mắt. Vào ngày 25 tháng 11, Jennie giành chiến thắng đầu tiên với tư cách nghệ sĩ solo trong chương trình âm nhạc Inkigayo và tiếp tục lập "Triple Crown" (ba lần chiến thắng liên tiếp).
Vào ngày 12 và 19 tháng 4 năm 2019, Jennie trở thành nghệ sĩ solo Hàn Quốc đầu tiên biểu diễn ở Coachella Valley Music and Arts Festival, tại đây cô thể hiện ca khúc "Solo" trong phần trình diễn của Blackpink tại lễ hội. Màn trình diễn của cô được Billboard vinh danh trong danh sách "10 điều tuyệt vời nhất chúng tôi đã xem tại Coachella 2019" (The 10 Best Things We Saw at Coachella 2019), được mô tả là "gây ấn tượng mạnh" và "tuyệt vời" đối với cả người hâm mộ lẫn những người tình cờ xem qua.
Jennie đồng sáng tác ca khúc "Lovesick Girls" cho Blackpink, được phát hành vào ngày 2 tháng 10 năm 2020, đây là đĩa đơn thứ ba từ album phòng thu đầu tay của nhóm The Album. Vào ngày 31 tháng 1 năm 2021, Jennie đã trình diễn một phiên bản làm mới của "Solo" trong buổi hòa nhạc trực tuyến của Blackpink, The Show. Bản phối này bao gồm một đoạn rap mới do chính Jennie viết và một đoạn dance break mang phong cách tropical được mở rộng thêm.

### 2022–2023: Ra mắt diễn xuất và thành lập hãng đĩa riêng

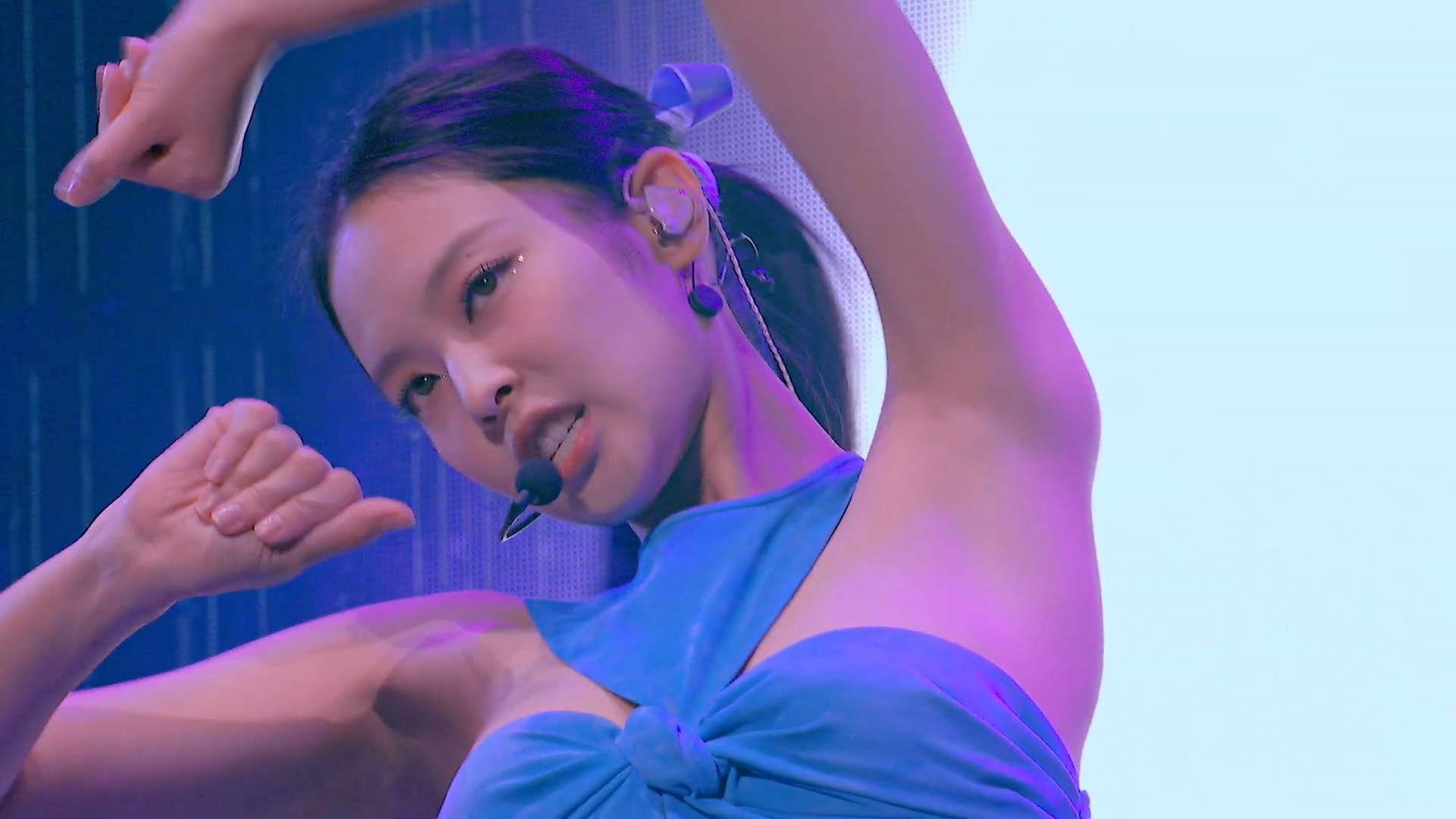
Jennie biểu diễn trong Born Pink World Tour vào năm 2022

Trong chuyến lưu diễn Born Pink World Tour của Blackpink bắt đầu từ tháng 10 năm 2022, Jennie đã trình làng một ca khúc solo mới mang tên "You & Me". Cô đã trình diễn phiên bản remix của ca khúc này kèm theo một đoạn rap mới trong set diễn của Blackpink khi nhóm giữ vai trò nghệ sĩ chính tại Coachella vào tháng 4 năm 2023. Đến ngày 2 tháng 7, Jennie tiếp tục biểu diễn phiên bản này cùng với "Solo" trong buổi hòa nhạc chính của Blackpink tại BST Hyde Park ở London.
Năm 2023, Jennie ra mắt với vai trò diễn viên dưới nghệ danh Jennie Ruby Jane trong loạt phim truyền hình The Idol của HBO, do nam ca sĩ người Canada the Weeknd chế tác và đóng vai chính. Bộ phim nhận về nhiều đánh giá tiêu cực và bị hủy bỏ sau mùa đầu tiên. Tuy nhiên, vai diễn Dyanne của Jennie, một vũ công phụ họa và là bạn thân của ngôi sao nhạc pop Jocelyn (do Lily-Rose Depp thủ vai), đã nhận được nhiều lời khen ngợi. Đặc biệt, một đoạn clip có sự xuất hiện của Jennie trong phim đã lan truyền rộng rãi và có số lượt xem còn cao hơn cả tập đầu tiên của series trên HBO. Jennie lần đầu hé lộ về màn hợp tác với the Weeknd trong nhạc phim The Idol bằng việc phát một đoạn ngắn của bài hát tại bữa tiệc ra mắt bộ sưu tập capsule của cô cùng Calvin Klein. Ca khúc đó mang tên "One of the Girls" do the Weeknd, Jennie và Lily-Rose Depp thể hiện, đã được phát hành vào ngày 23 tháng 6, nằm trong đĩa mở rộng The Idol Episode 4 (Music from the HBO Original Series).
Sau khi kết thúc chuyến lưu diễn Born Pink World Tour, vào ngày 4 tháng 10 năm 2023, có thông báo rằng "You & Me" sẽ được phát hành chính thức dưới dạng đĩa đơn đặc biệt hai ngày sau đó. Ngay khi ra mắt, bài hát đã đứng thứ bảy trên bảng xếp hạng Billboard Global 200 và đứng đầu Billboard Global Excl. U.S., trở thành bài hát solo đầu tiên của Jennie đạt vị trí số một trên bảng xếp hạng này. "You & Me" cũng gặt hái thành công về mặt thương mại ở Hàn Quốc và đạt vị trí thứ tư trên Circle Digital Chart, đánh dấu bản hit top 10 thứ hai của cô tại quê nhà sau "Solo". Tại Anh Quốc, ca khúc ra mắt ở vị trí thứ 39 trên UK Singles Chart và nhanh chóng leo lên vị trí quán quân trên cả UK Singles Downloads Chart lẫn UK Singles Sales Chart, giúp Jennie trở thành nữ nghệ sĩ solo Hàn Quốc đầu tiên đạt được thành tích này.
Ngày 22 tháng 11 năm 2023, Jennie được Quốc vương Charles III công nhận tư cách Thành viên Danh dự Huân chương Đế quốc Anh (MBE) cùng với các thành viên khác của Blackpink tại một buổi lễ đặc biệt tại Cung điện Buckingham. Buổi lễ này còn có sự tham dự của Tổng thống Hàn Quốc Yoon Suk Yeol. YG Entertainment thông báo rằng Jennie cùng các thành viên khác của Blackpink đã gia hạn hợp đồng cho các hoạt động nhóm, trong khi các hợp đồng cá nhân của từng thành viên vẫn đang trong quá trình thảo luận. Vào ngày 24 tháng 12, Jennie tiết lộ rằng cô đã thành lập hãng đĩa riêng mang tên Odd Atelier vào tháng 11 năm 2023. Đến ngày 29 tháng 12, YG xác nhận rằng Jennie và các thành viên khác của Blackpink đã quyết định không tiếp tục gia hạn hợp đồng với công ty cho các hoạt động cá nhân.
"One of the Girls" lan truyền rộng rãi trên nền tảng chia sẻ video TikTok nhờ sự ủng hộ mạnh mẽ của cộng đồng Blink dành cho phần thể hiện của Jennie, người hâm mộ không tiếc lời ca ngợi "giọng hát mê hoặc" của cô. Nhờ đó, bài hát đã được phát hành chính thức dưới dạng tải xuống kỹ thuật số và streaming vào ngày 8 tháng 12, sau đó được gửi đến các đài phát thanh rhythmic contemporary tại Mỹ. "One of the Girls" đánh dấu lần đầu tiên Jennie xuất hiện trên bảng xếp hạng Billboard Hot 100 với tư cách nghệ sĩ solo và vươn lên vị trí thứ 51 vào tháng 3 năm 2024, phá vỡ kỷ lục về bài hát có thứ hạng cao nhất của một nữ nghệ sĩ solo K-pop. Bài hát đã có mặt trên bảng xếp hạng này trong 20 tuần, giúp Jennie trở thành nữ nghệ sĩ solo K-pop đầu tiên và là nghệ sĩ solo K-pop thứ hai sau Psy đạt được thành tích trên. Tại Anh Quốc, ca khúc đạt vị trí thứ 21 trên UK Singles Chart, trở thành bài hát solo xếp hạng cao nhất của một thành viên Blackpink. Ngoài ra, nó cũng đạt vị trí thứ mười trên Billboard Global 200 và thứ bảy trên Global Excl. US, trở thành bản hit top 10 thứ hai của cô trên cả hai bảng xếp hạng này.

### 2024–nay:Ruby
Jennie hợp tác với rapper người Mỹ Matt Champion từ nhóm Brockhampton trong ca khúc "Slow Motion", phát hành vào ngày 8 tháng 3 năm 2024 và xuất hiện trong album phòng thu đầu tay của Champion mang tên Mika's Laundry (2024). Vào ngày 26 tháng 4, rapper người Hàn Quốc Zico phát hành đĩa đơn "Spot!" với sự góp giọng của Jennie, cô cũng xuất hiện trong MV của bài hát. "Spot!" đã gặt hái thành công lớn tại Hàn Quốc và vươn lên vị trí số một trên Circle Digital Chart, trở thành đĩa đơn quán quân thứ hai của Jennie sau "Solo". Trên phạm vi quốc tế, ca khúc đạt hạng 24 trên Billboard Global 200 và hạng 8 trên Billboard Global Excl. U.S., trở thành sản phẩm đầu tiên của Zico lọt vào các bảng xếp hạng này và là bản hit top 10 thứ ba của Jennie. Tại Hoa Kỳ, "Spot!" ra mắt ở vị trí số một trên bảng xếp hạng Billboard World Digital Song Sales, đánh dấu lần đầu tiên Zico đứng đầu bất kỳ bảng xếp hạng doanh số nào tại Mỹ và là lần thứ hai Jennie đứng đầu bảng xếp hạng này sau "Solo" vào năm 2018.
Ngày 8 tháng 9, Jennie ký hợp đồng hoạt động solo với Columbia Records, dưới sự hợp tác cùng hãng đĩa riêng của cô là Odd Atelier. Ngày 11 tháng 10, cô công bố đĩa đơn mới mang tên "Mantra" như là đĩa đơn chính của album phòng thu đầu tay Ruby. Ca khúc nhanh chóng đạt vị trí thứ ba trên Billboard Global 200 và thứ hai trên Billboard Global Excl. US, đánh dấu lần thứ ba và thứ tư của Jennie lọt vào top 10 trên hai bảng xếp hạng danh giá này. Tại Hàn Quốc, "Mantra" đạt vị trí thứ 3 trên Circle Digital Chart cũng như đứng thứ 98 trên Billboard Hot 100 của Mỹ. Đặc biệt, ca khúc còn ra mắt ở vị trí thứ 37 trên UK Singles Chart, phá kỷ lục ca khúc solo có thứ hạng cao nhất từ trước đến nay của một nữ nghệ sĩ solo Hàn Quốc tại thị trường âm nhạc Anh. Nữ ca sĩ cũng trở thành nghệ sĩ solo được đề cử và nhận giải nhiều nhất tại giải MAMA 2024, nơi cô giành được 4 giải thưởng: Trình diễn Dance Nữ xuất sắc nhất cho "You & Me", Trình diễn hợp tác xuất sắc nhất và Trình diễn Rap & Hip Hop xuất sắc nhất cho "Spot!", cùng với Top 10 Nghệ sĩ Nữ được Người hâm mộ bình chọn.
Ngày 7 tháng 3 năm 2025, Jennie phát hành album phòng thu solo đầu tay Ruby, cùng với đĩa đơn thứ tư của album "Like Jennie". Album bán được một triệu bản trên toàn thế giới trong tuần đầu và lọt vào top 10 bảng xếp hạng tại 19 quốc gia, bao gồm Hàn Quốc, Úc và Hoa Kỳ.

## Hoạt động khác

### Sự chứng nhận
Jennie được chọn là người mẫu mới cho Chanel Korea Beauty và những bức ảnh đầu tiên của cô cho hãng xuất hiện trên Harper's Bazzar Korea với tư cách là nàng thơ mới của họ vào tháng 1 năm 2018. Jennie trở thành đại sứ thương hiệu của Chanel Korea vào tháng 6. Người phát ngôn của Chanel Korea giải thích rằng sự trung thành của Jennie đối với thương hiệu cũng như phong cách thời trang của cô phù hợp với hình ảnh của Chanel, khi mục tiêu của họ đang nhắm tới hiện nay là thế hệ trẻ và sành điệu bên cạnh những khác hàng tiêu dùng hiện tại. Jennie tham dự buổi ra mắt nước hoa mới của Chanel "Les Eaux De Chanel" tại Deauville, Pháp, trong cùng tháng đó. Cô có buổi gặp gỡ và phỏng vấn nhà sáng tạo nước hoa của Chanel, Olivier Polge và có những bức ảnh cho bộ sưu tập nước hoa mới của ông với Cosmopolitan Korea. Vào tháng 10, cô trở thành Đại sứ thương hiệu toàn cầu cho thương hiệu thời trang đến từ Pháp, cùng với đồng nghiệp cùng công ty G-Dragon. Cô tham dự show thời trang đầu tiên của Chanel với tư cách là một đại diện của Hàn Quốc trong Paris Fashion Week, ngồi tại vị trí hàng ghế trước bên cạnh Pharrell Williams và Pamela Anderson.
Hera, một thương hiệu làm đẹp cao cấp của Hàn Quốc có thông báo vào tháng 1 năm 2019 rằng họ đã chọn Jennie trở thành người mẫu mới của hãng do hình ảnh "thanh lịch và sang trọng" của cô. Cô là người đại diện của hãng bên cạnh nữ diễn viên Jun Ji-hyun, bởi vì công ty đã đặt mục tiêu mở rộng đối tương người tiêu dùng thông qua cả hai người mẫu. Quảng cáo đầu tiên của Jennie cho nhãn hàng được phát hành vào tháng 2 cho series son Red Vibe, doanh số tăng hơn 5 lần so với sản phẩm son trước đó của Hera và do sự phổ biến ngày càng tăng họ công nhận nó như là "Son môi của Jennie".
KT Corporation, công ty viễn thông lớn nhất Hàn Quốc đã mời Jennie trở thành người đại diện cùng với Soojoo quảng cáo cho Samsung Galaxy S20 Aura Red và Blue tương úng vào tháng 2 năm 2020. Cho mục đích marketing, sản phẩm đã được gọi là "Jennie Red", tương tự như campaign trước đó của Samsung Galaxy Note 10 Aure Red, "Dainel Red". Điện thoại được ra mắt dành riêng cho khách hàng KT tại Hàn Quốc. Vào ngày 11 tháng 6 năm 2020, Lotte Confectionery thông báo rằng Jennie sẽ trở thành đại diện mới của hãng cho sản phẩm snack mới nhất, Air Baked. Một người đại diện tiết lộ họ tin rằng Jennie được coi là một mẫu người hợp thời trang trong đối tượng mục tiêu khách hàng của họ là đối tượng nữ ở độ tuổi 20-30 cho sản phẩm mới này.

## Phong cách nghệ thuật

### Ảnh hưởng
Khi Jennie lần đầu tiên bắt đầu học rap, cô đã học theo những nghệ sĩ như Lauryn Hil và TLC, những người mà cô hâm mộ và tôn trọng. Jennie đã tiết lộ rằng Rihanna chính là người truyền cảm hứng và là hình mẫu lí tưởng của cô.
Jennie bắt đầu đọc những cuốn tạp chí về thời trang và có những cái nhìn khác nhau về cách ăn mặc kể từ khi cô còn nhỏ. Niềm hứng thú với thời trang của cô là ảnh hưởng từ mẹ. Jennie nói rằng Chanel là một phần của cuộc đời cô từ khi còn nhỏ và vẫn còn nhớ như in ký ức đầu tiên của mình với nhãn hiệu thời trang đắt đỏ này. Cô chia sẻ với Elle Indonesia: "Tôi nhớ khi tôi còn nhỏ, tôi nhìn qua tủ quần áo của mẹ tôi và mặc bất cứ bộ Chanel vintage nào tôi có thể tìm thấy".

### Thời trang và giọng hát
Để chuẩn bị cho màn ra mắt solo của mình, cô tham gia vào việc lựa chọn trang phục, ý tưởng và vũ đạo. Jennie đã mặc tổng cộng hơn 20 bộ đồ trong video âm nhạc "Solo". Cô nhớ lại trong buổi phòng vấn với Billboard rằng trong suốt quá trình đó cô nghĩ về các trang phục có phù hợp với bài hát hay không và cô có thể làm nó trở nên khác biệt hay không, điều đó giúp cô học được nhiều điều để tiếp cận với nền thời trang. Huấn luyện viên thanh nhạc Shin Yoo-Mi, người đã làm việc cùng với Blackpink trong 6 năm đến khi họ ra mắt, đã hướng dẫn Jennie trong quá trình cô chuẩn bị cho ra mắt solo. Trong phỏng vấn, cô mô tả Jennie là một người đa năng khi có thể hát, rap và viết lời.

## Hình ảnh công chúng
Jennie là người đại diện cho hình ảnh thời trang của Blackpink. Jennie được gọi với nhiều nickname như "Human Gucci" và "Human Chanel". Các hãng thời trang cô sử dụng từ xa xỉ như Gucci, Chanel và Saint Laurent đến các hãng bình dân như Marine Serre và Richard Quinn. Jennie nhanh chóng nhận được sự chú ý bởi phong cách thời trang tuyệt vời của mình và cô được mời đến một số sự kiện thời trang như "Summer 17 Collection Launch Party" của  Saint Laurent, buổi triển lãm "Mademoiselle Privé" của Chanel, "Comics Collection Launch Party" của Prada. Đầu năm 2019, Chanel chọn cô trở thành "House Ambassador" sau khi nhận thấy những ảnh hưởng mà cô tạo ra. Cùng năm, cô được bổ nhiệm trở thành Đại Sứ Thương Hiệu Toàn Cầu cho hãng mỹ phẩm Hàn Quốc Hera. Cô được biết đến là một người có sức ảnh hưởng về thời trang khi các bức ảnh của cô đăng tải lên mạng xã hội nhanh chóng được viết thành báo và những món đồ cô diện lên đều nhanh chóng trở thành xu hướng. Vào lúc quảng bá cho single solo đầu tay Solo, Jennie đã đeo nhiều kẹp tóc khác nhau trên các sân khấu với kiểu tóc 5:5. Các kẹp tóc đã nhanh chóng trở thành một xu hướng và được biết đến như "Kẹp tóc của Jennie" do độ phố biển của món đồ này càng gia tăng.
Jennie trở thành người nổi tiếng Hàn Quốc đầu tiên làm người mẫu cho Boucheron, một thương hiệu trang sức cao cấp đến từ Pháp với 160 năm tuổi. Có người nói rằng Jennie đã tạo ra một bầu không gian "thanh lịch" và "sang trọng" điều đó đã khiến cho người xem chuyển tất cả trọng tâm của Boucheron lên những tấm hình họa báo kia. Bức hình được giới thiệu trên tạp chí Heren vào năm 2017 và cô được gọi là "hiện thân của ánh sáng nghệ thuật". Cô bắt đầu xuất hiện trên trang bìa của các tạp chí như Dazed, Harper's Bazaar, Elle, Marie Claire, High Cut, W, Cosmopolitan và Billboard.
Nhận thấy sức hút của Jennie, Calvin Klein đã tin tưởng giao cho cô nhiều chiến dịch để quảng bá đồ underwear cũng như quần áo của họ. Jennie nhanh chóng trở thành Bạn thân thương hiệu rồi tiến tới vị trí Global Ambassador của hãng thời trang lâu đời này. Ngoài ra, Jennie còn có mối quan hệ thân thiết với Simon Jacquemus - giám đốc sáng tạo của hãng thời trang Jacquemus, điều thú vị là cả hai có cùng ngày sinh nhật. Nhờ mối quan hệ thân thiết và sức ảnh hưởng trong ngành thời trang, Jennie được mời đến show diễn của Jacquemus trong một vài lần.
Jennie có một vẻ ngoài sang trọng và mạnh mẽ khi trên sân khấu không thể dễ dàng tiếp cận, nhưng khi bước xuống sân khấu, cô có một tính cách dễ thương và nét quyến rũ. Jennie mô tả bản thân mình là một người "trầm tính" và "nhút nhát", nhất là xung quanh toàn người lạ. "Có thể những gì họ thường nghĩ về mình là đúng, nhưng mình muốn trở thành người mà bản thân mình nghĩ là tốt, thay vì những gì người khác nghĩ", cô đã chia sẻ trong phỏng vấn với Harper's Bazaar khi được hỏi về tính cách của cô. Nhà sản xuất của Village Survival, the Eight Jung Chul-mi nhận xét Jennie: "Đối lập với những nét quyến rũ mà em ấy thể hiện trên sân khấu, Jennie là một cô bé nhút nhát, nữ tính và giống như một đứa trẻ. Bởi vì Jennie càng trở nên thoải mái sau mỗi tập, em ấy đã tạo ra rất nhiều niềm vui và cũng tận hưởng nhiều hơn. Các thành viên cũng rất yêu quý cô bé Jennie ngây ngô này. Em ấy sẽ càng trở nên hài hước trong các tập tiếp theo".

### Tác động và ảnh hưởng
Cô nổi tiếng với khả năng nhận diện thương hiệu và tiếp thị, đứng đầu bảng xếp hạng độ phổ biến "Individual Girl Group Members Brand Power Ranking" nhiều lần liên tiếp. Dữ liệu được phân tích và công bố hàng tháng bởi Viện nghiên cứu kinh doanh Hàn Quốc để chứng minh tầm ảnh hưởng của người nổi tiếng đối với người tiêu dùng. Năm 2018, cô được xếp thứ 2 chiếm 12,2% tổng số lượt bình chọn trong cuộc khảo sát Most Favorite Idols do Gallup Korea thực hiện vào hàng năm, bao gồm 1.501 nam và nữ người Hàn Quốc đến từ độ tuổi 13-29. Instagram trao tặng cô giải "Most Loved Account of 2018" tại Hàn Quốc, dựa trên số lượng người xem và yêu thích trong các bài đăng trên Instagram được cô chia sẻ vào năm đó.
Forbes công nhận những đóng góp của Jennie trong việc "đạt được chỗ đứng mới trong xu hướng làm đẹp tại Hàn Quốc", đó cũng là một trong những lý do do mà Blackpink đã đứng đầu trong danh sách Korean Power Celebrity của Forbes vào tháng 4 năm 2019. Cô cũng xếp vị trí thứ nhất trong "Top 50 Google Worldwide Most Searched K-pop Female Idol 2019 Mid-Year Chart", được phát hành vào tháng 8 năm 2019 bởi Google. Cùng năm đó, Jennie được xếp hạng là nữ thần tượng Kpop nổi tiếng thứ bảy trong một cuộc khảo sát về những người lính làm nghĩa vụ quân sự bắt buộc ở Hàn Quốc.

## Chương trình

### Chương trình thực tế
| Năm  | Kênh     | Tên               | Thành viên    |
| ---- | -------- | ----------------- | ------------- |
| 2018 | YouTube  | Blackpink House   | Với Blackpink |
| 2018 | V Live   | Blackpink House   | Với Blackpink |
| 2018 | JTBC2    | Blackpink House   | Với Blackpink |
| 2018 | Olleh TV | Blackpink House   | Với Blackpink |
| 2019 | YouTube  | 'SOLO' DIARY      |               |
| 2019 | V Live   | 'SOLO' DIARY      |               |
| 2019 | YouTube  | Blackpink Diaries | Với Blackpink |
| 2019 | V Live   | Blackpink Diaries | Với Blackpink |

### Chương trình truyền hình
| Năm  | Kênh        | Tên                  | Vai trò            | Ngày phát sóng          | Ghi chú                                |
| ---- | ----------- | -------------------- | ------------------ | ----------------------- | -------------------------------------- |
| 2016 | MBC Every 1 | Weekly Idol          | Khách mời          | 16 tháng 11             | Tập 227 (với Blackpink)                |
| 2016 | SBS         | Running Man          | Khách mời          | 18 tháng 12             | Tập 330 (với Blackpink)                |
| 2017 | Onstyle     | Get It Beauty        | Khách mời          | 26 tháng 2              | Tập 2 (với Blackpink)                  |
| 2017 | MBC         | My Little Television | Khách mời          | 20 tháng 5 - 27 tháng 5 | Tập 98-99 (với Blackpink)              |
| 2017 | MBC Every 1 | Weekly Idol          | Khách mời          | 5 tháng 7               | Tập 310 (với Blackpink)                |
| 2017 | JTBC        | Knowing Bros         | Khách mời          | 5 tháng 8               | Tập 87 (với Blackpink)                 |
| 2017 | SBS         | JYP's Party People   | Khách mời          | 13 tháng 8              | Tập 4 (với Blackpink và Jung Yong-hwa) |
| 2018 | JTBC        | Idol Room            | Khách mời          | 23 tháng 6              | Tập 7 (với Blackpink)                  |
| 2018 | SBS         | Running Man          | Khách mời          | 15 tháng 7              | Tập 409 (với Jisoo)                    |
| 2018 | SBS         | My Ugly Duckling     | Khách mời          | 22 tháng 7              | với Blackpink và Seungri (Big Bang)    |
| 2018 | SBS         | Michuri 8-1000       | Thành viên cố định | 16 tháng 11             | [ 144 ]                                |
| 2019 | JTBC        | YG Treasure Box      | Giám khảo          | 7 - 14 tháng 12         | Tập 4 - 5 (với Blackpink)              |
| 2019 | JTBC        | Stage K              | Giám khảo          | 2 tháng 6               | Tập 8 (với Blackpink)                  |
| 2020 | SBS         | Running Man          | Khách mời          |                         | Tập 525 (với Blackpink)                |

## Danh sách phim
Phim tài liệu
| Năm  | Kênh | Tên                     | Ghi chú                                                                 |
| ---- | ---- | ----------------------- | ----------------------------------------------------------------------- |
| 2006 | MBC  | MBC Special Documentary | Lúc này Jennie đang 10 tuổi, học tập cũng như sinh sống tại New Zealand |

### Phim truyền hình
| Năm  | Kênh    | Tên                         | Vai trò    | Ghi chú                     |
| ---- | ------- | --------------------------- | ---------- | --------------------------- |
| 2018 | —       | Village Survival, the Eight | Diễn viên  | —                           |
| 2018 | Netflix | YG Future Strategy Office   | Khách mời  | Tập 1 (với Blackpink)       |
| 2020 | Netflix | Thắp sáng bầu trời          | Chính mình | Đóng cùng cả nhóm Blackpink |
| 2022 | HBO     | The Idol                    | Dyanne     | Jennie Ruby Jane            |
| 2024 | —       | Apartment 404               | Diễn viên  | —                           |

## Video âm nhạc

### Video âm nhạc
| Năm  | Ngày phát hành | Tựa đề            | Ghi chú                                 | Đạo diễn        |
| ---- | -------------- | ----------------- | --------------------------------------- | --------------- |
| 2018 | 12 tháng 11    | "SOLO"            | MV debut solo                           | Han Sa-min      |
| 2023 | 22 tháng 6     | "One of the girl" | Kết hợp cùng The Weeknd, Lily-Rose Depp | Sam Levinson    |
| 2023 | 6 tháng 10     | "You & Me"        | Dance Performance Video                 | Lee Han Gyeol   |
| 2024 | 11 tháng 10    | "Mantra"          |                                         | Tanu Muino      |
| 2025 | 25 tháng 1     | "Zen"             |                                         | Cho Gi-seok     |
| 2025 | 31 tháng 1     | "Love Hangover"   | Kết hợp cùng Dominic Fike               | Bradley & Pablo |

### Video âm nhạc đã xuất hiện
| Năm  | Ngày phát hành | Tựa đề           |
| ---- | -------------- | ---------------- |
| 2012 | 31 tháng 8     | "That XX"        |
| 2022 | 27 tháng 1     | "Shinigami Eyes" |

## Danh sách đĩa nhạc

### Album đĩa đơn
| Tựa đề | Chi tiết | Thứ hạng cao nhất | Doanh số       | Chứng nhận       |
| Tựa đề | Chi tiết | KOR               | Doanh số       | Chứng nhận       |
| ------ | --- | ----------------- | -------------- | ---------------- |
| Solo   | - Phát hành: 12 tháng 11 năm 2018 - Hãng đĩa: YG, Interscope - Định dạng: CD, tải xuống kỹ thuật số, stream | 2                 | - KOR: 250.000 | - KMCA: Bạch kim |

### Đĩa đơn

#### Với vai trò nghệ sĩ chính
| Tựa đề                                                                                               | Năm  | Thứ hạng cao nhất | Thứ hạng cao nhất | Thứ hạng cao nhất | Thứ hạng cao nhất | Thứ hạng cao nhất | Thứ hạng cao nhất | Thứ hạng cao nhất | Thứ hạng cao nhất | Thứ hạng cao nhất | Thứ hạng cao nhất | Doanh số                      | Chứng nhận                                                               | Album                                                   |
| Tựa đề                                                                                               | Năm  | KOR               | AUS               | CAN               | JPN Hot           | MLY               | NZ                | SGP               | UK                | US                | WW                | Doanh số                      | Chứng nhận                                                               | Album                                                   |
| --- | ---- | ----------------- | ----------------- | ----------------- | ----------------- | ----------------- | ----------------- | ----------------- | ----------------- | ----------------- | ----------------- | ----------------------------- | ------------------------------------------------------------------------ | ------------------------------------------------------- |
| "Solo"                                                                                               | 2018 | 1                 | —                 | 67                | 22                | 2                 | —                 | 2                 | —                 | —                 | —                 | - KOR: 2.500.000 - US: 10.000 | - KMCA: Bạch kim (str.) - KMCA: Bạch kim (tải xuống) - RIAJ: Vàng (str.) | Solo                                                    |
| "You & Me"                                                                                           | 2023 | 4                 | 69                | 71                | 36                | —                 | —                 | 1                 | 39                | —                 | 7                 | - US: 4.348                   | —                                                                        | Đĩa đơn không nằm trong album                           |
| "One of the Girls" (với the Weeknd và Lily-Rose Depp)                                                | 2023 | —                 | 30                | 29                | —                 | 1                 | 28                | 5                 | 21                | 51                | 10                | - US: 1.000                   | - ARIA: Vàng - BPI: Vàng - RIAA: Bạch kim - RMNZ: Vàng                   | The Idol Episode 4 (Music from the HBO Original Series) |
| "Slow Motion" (với Matt Champion)                                                                    | 2024 | —                 | —                 | —                 | —                 | —                 | —                 | —                 | —                 | —                 | —                 | —                             | —                                                                        | Mika's Laundry                                          |
| "Mantra"                                                                                             | 2024 | 3                 | 52                | 46                | 45                | 2                 | 32                | 2                 | 37                | 98                | 3                 | - WW: 15.000                  | —                                                                        | TBA                                                     |
| "—" biểu thị các bản phát hành không lọt vào bảng xếp hạng hoặc không được phát hành tại khu vực đó. |      |                   |                   |                   |                   |                   |                   |                   |                   |                   |                   |                               |                                                                          |                                                         |

#### Với vai trò nghệ sĩ hợp tác
| Tựa đề                            | Năm  | Thứ hạng cao nhất | Thứ hạng cao nhất | Thứ hạng cao nhất | Thứ hạng cao nhất | Thứ hạng cao nhất | Thứ hạng cao nhất | Thứ hạng cao nhất | Thứ hạng cao nhất | Thứ hạng cao nhất | Thứ hạng cao nhất | Doanh số                | Album                         |
| Tựa đề                            | Năm  | KOR               | KOR Songs         | HK                | JPN Hot           | MLY               | NZ Hot            | SGP               | TWN               | US World          | WW                | Doanh số                | Album                         |
| --------------------------------- | ---- | ----------------- | ----------------- | ----------------- | ----------------- | ----------------- | ----------------- | ----------------- | ----------------- | ----------------- | ----------------- | ----------------------- | ----------------------------- |
| "Spot!" (Zico hợp tác với Jennie) | 2024 | 1                 | 1                 | 2                 | 69                | 6                 | 5                 | 7                 | 2                 | 1                 | 24                | - US: 1.000 - WW: 5.000 | Đĩa đơn không nằm trong album |

### Bài hát khác đã được xếp hạng
| Tựa đề                                                                                               | Năm  | Thứ hạng cao nhất | Thứ hạng cao nhất | Doanh số         | Album                         |
| Tựa đề                                                                                               | Năm  | KOR               | KOR Billb.        | Doanh số         | Album                         |
| --- | ---- | ----------------- | ----------------- | ---------------- | ----------------------------- |
| "Special" (Lee Hi hợp tác với Jennie)                                                                | 2013 | 21                | 16                | - KOR: 206.840   | First Love                    |
| "GG Be" (지지베) (Seungri hợp tác với Jennie)                                                        | 2013 | 18                | 38                | - KOR: 202.446   | Let's Talk About Love         |
| "Black" (G-Dragon hợp tác với Jennie)                                                                | 2013 | 2                 | 3                 | - KOR: 1.009.720 | Coup d'Etat                   |
| "You & Me" (phiên bản Coachella)                                                                     | 2023 | —                 | —                 | —                | Bài hát không nằm trong album |
| "—" biểu thị các bản phát hành không lọt vào bảng xếp hạng hoặc không được phát hành tại khu vực đó. |      |                   |                   |                  |                               |

### Sáng tác
Tất cả các thông tin về việc ghi công bài hát được lấy từ cơ sở dữ liệu của Hiệp hội Bản quyền Âm nhạc Hàn Quốc, trừ khi có ghi chú khác.
| Năm  | Nghệ sĩ                   | Bài hát          | Album                          | Người viết lời bài hát | Người viết lời bài hát                                                             | Nhà soạn nhạc | Nhà soạn nhạc                                                                      | Nguồn           |
| Năm  | Nghệ sĩ                   | Bài hát          | Album                          | Được ghi công          | Với                                                                                | Được ghi công | Với                                                                                | Nguồn           |
| ---- | ------------------------- | ---------------- | ------------------------------ | ---------------------- | ---------------------------------------------------------------------------------- | ------------- | ---------------------------------------------------------------------------------- | --------------- |
| 2020 | Blackpink                 | "Lovesick Girls" | The Album                      | Yes                    | Løren, Danny Chung, Jisoo, Teddy                                                   | Yes           | R. Tee, 24, Teddy, Brian Lee, Leah Haywood, David Guetta                           | —               |
| 2021 | Herself                   | "Solo (Remix)"   | Blackpink 2021 'The Show' Live | Yes                    | 24, Teddy                                                                          | Yes           | 24, Teddy                                                                          | [ 190 ] [ 191 ] |
| 2023 | Blackpink                 | "The Girls"      | Đĩa đơn không nằm trong album  | Yes                    | Danny Chung, Madison Love, Melanie Fontana, Michel Schulz, Rosé, Ryan Tedder       | Yes           | Danny Chung, Madison Love, Melanie Fontana, Michel Schulz, Rosé, Ryan Tedder       | —               |
| 2024 | Matt Champion và chính cô | "Slow Motion"    | Mika's Laundry                 | Yes                    | Adam Feeney, Dijon Duenas, Henry Kwapis, Jacob Reske, Matt Champion, Romil Hemnani | Yes           | Adam Feeney, Dijon Duenas, Henry Kwapis, Jacob Reske, Matt Champion, Romil Hemnani | [ 192 ]         |

## Lưu diễn

### Concerts
| Tên                 | Ngày                     | Thành phố   | Quốc gia | Địa điểm           | Khán giả |
| ------------------- | ------------------------ | ----------- | -------- | ------------------ | -------- |
| The Ruby Experience | Bắc Mỹ                   | Bắc Mỹ      | Bắc Mỹ   | Bắc Mỹ             | Bắc Mỹ   |
| The Ruby Experience | Ngày 6 tháng 3 năm 2025  | Los Angeles | Hoa Kỳ   | Nhà hát Peacock    |          |
| The Ruby Experience | Ngày 7 tháng 3 năm 2025  | Los Angeles | Hoa Kỳ   | Nhà hát Peacock    |          |
| The Ruby Experience | Ngày 10 tháng 3 năm 2025 | New York    | Hoa Kỳ   | Nhà hát Radio City |          |
| The Ruby Experience | Châu Á                   |             |          |                    |          |
| The Ruby Experience | Ngày 15 tháng 3 năm 2025 | Seoul       | Hàn Quốc | Inspire Arena      |          |

## Giải thưởng và đề cử
| Năm  | Giải thưởng                                 | Hạng mục                                  | Đề cử cho                                | Kết quả   |
| ---- | ------------------------------------------- | ----------------------------------------- | ---------------------------------------- | --------- |
| 2017 | Weekly Idol Awards                          | Best Aegyo                                | Jennie                                   | Đoạt giải |
| 2018 | SBS Entertainment Awards                    | Rookie Award (Female)                     | Running Man, Village Survival, the Eight | Đề cử     |
| 2018 | SBS Entertainment Awards                    | Scene Stealer Award                       | Running Man, Village Survival, the Eight | Đề cử     |
| 2018 | Instagram Awards Korea                      | Most Loved Account                        | Jennie                                   | Đoạt giải |
| 2018 | Philippine Kpop Awards                      | Best Female Solo Artist                   | Jennie                                   | Đoạt giải |
| 2018 | Trendis Choice Awards                       | Top Excellence in Beauty Award            | Jennie                                   | Đoạt giải |
| 2019 | Gaon Chart Music Awards                     | Song of the Year – November               | "Solo"                                   | Đoạt giải |
| 2019 | Fashion Photographer's Night Year-End Party | Photogenic of the Year                    | Jennie                                   | Đoạt giải |
| 2019 | M2 X Genie Music Awards                     | The Female Solo                           | Jennie                                   | Đề cử     |
| 2019 | Mnet Asian Music Awards                     | Best Female Artist                        | Jennie                                   | Đề cử     |
| 2019 | Mnet Asian Music Awards                     | Artist of the Year                        | Jennie                                   | Đề cử     |
| 2019 | Mnet Asian Music Awards                     | Best Dance Performance                    | "Solo"                                   | Đề cử     |
| 2019 | Mnet Asian Music Awards                     | Song of the Year                          | "Solo"                                   | Đề cử     |
| 2019 | Circle Chart Music Awards                   | Song of the Year                          | "Solo"                                   | Đoạt giải |
| 2020 | Golden Disc Awards                          | Song of the Year (Daesang)                | "Solo"                                   | Đề cử     |
| 2020 | Golden Disc Awards                          | Digital Bonsang                           | "Solo"                                   | Đoạt giải |
| 2020 | Korea Brand Awards                          | Best Female Solo Artist                   | Jennie                                   | Đoạt giải |
| 2020 | Trendis Choice Awards                       | Fashion (Daesang)                         | Jennie                                   | Đoạt giải |
| 2021 | Weibo Starlight Awards                      | Starlight Hall of Fame (Korea)            | Jennie                                   | Đoạt giải |
| 2021 | The Fact Music Awards                       | Fan N Star Choice Artist                  | Jennie                                   | Đề cử     |
| 2021 | The Fact Music Awards                       | Fan N Star Choice Individual              | Jennie                                   | Đề cử     |
| 2022 | Brand Of The Year Awards                    | Best Advertising Model - Female (Daesang) | Jennie                                   | Đoạt giải |
| 2023 | China Year End Awards                       | Best Selling All English Single           | You & Me                                 | Đoạt giải |
| 2023 | China Year End Awards                       | Best Selling Kpop Singles                 | You & Me                                 | Đề cử     |
| 2023 | China Year End Awards                       | Best Selling Artist - Singles             | Jennie                                   | Đề cử     |

### Danh hiệu nhà nước
| Quốc gia | Năm  | Danh hiệu                                            | Nguồn  |
| -------- | ---- | ---------------------------------------------------- | ------ |
| Anh Quốc | 2023 | Thành viên danh dự của Huân chương Đế quốc Anh (MBE) | [ 73 ] |

## Chương trình âm nhạc

### Show Champion
| Năm  | Ngày      | Bài hát       | Điểm |
| ---- | --------- | ------------- | ---- |
| 2025 | 2 tháng 4 | "like JENNIE" | 4543 |

### M Countdown
| Năm  | Ngày        | Bài hát         | Điểm |
| ---- | ----------- | --------------- | ---- |
| 2024 | 17 tháng 10 | "Mantra"        | 7894 |
| 2025 | 20 tháng 2  | "Love Hangover" | 7765 |
| 2025 | 20 tháng 3  | "like JENNIE"   | 6856 |
| 2025 | 27 tháng 3  | "like JENNIE"   | 6719 |
| 2025 | 3 tháng 4   | "like JENNIE"   | 5404 |

### Show! Music Core
| Năm  | Ngày       | Bài hát       | Điểm |
| ---- | ---------- | ------------- | ---- |
| 2025 | 12 tháng 4 | "like JENNIE" | 6095 |

### Inkigayo
| Năm  | Ngày        | Bài hát | Điểm  |
| ---- | ----------- | ------- | ----- |
| 2018 | 25 tháng 11 | "SOLO"  | 10002 |
| 2018 | 2 tháng 12  | "SOLO"  | 9719  |
| 2018 | 16 tháng 12 | "SOLO"  | 7113  |